# João Ernesto, Duque de Saxe-Coburgo
João Ernesto (10 de Maio de 1521, Coburgo – 8 de Fevereiro de 1553, Coburgo) foi um duque de Saxe-Coburgo.

## Vida
João Ernesto nasceu em Coburgo, sendo o segundo filho de João, Eleitor da Saxónia, e da sua segunda esposa, a princesa Margarida de Anhalt-Köthen. Após a morte do seu pai (1532), o seu meio-irmão, João Frederico I, herdou o título de príncipe-eleitor da Saxónia; João Ernesto governou o Eleitorado da Saxónia juntamente com ele.
Em 1542, João Frederico I decidiu que queria governar sozinho e deu ao irmão as zonas Franconianas da família Wettin (Coburgo, Eisfeld, etc.); mas foi só em 1547 (depois da Batalha de Mühlberg) que João Ernesto pôde governar Coburgo em paz. Depois de morrer solteiro e sem descendentes em Coburgo, a cidade passou a ser governada durante alguns meses por João Frederico — que tinha sido dispensado da detenção imperial — antes da sua morte. Depois, passou a ser governada em conjunto pelos seus três filhos a partir de 1554.

## Genealogia
| João Ernesto, Duque de Saxe-Coburgo | Pai: João, Eleitor da Saxónia   | Avô paterno: Ernesto, Eleitor da Saxónia            | Bisavô paterno: Frederico II, Eleitor da Saxônia                |
| João Ernesto, Duque de Saxe-Coburgo | Pai: João, Eleitor da Saxónia   | Avô paterno: Ernesto, Eleitor da Saxónia            | Bisavó paterna: Margarida da Áustria, Eleitora da Saxónia       |
| João Ernesto, Duque de Saxe-Coburgo | Pai: João, Eleitor da Saxónia   | Avó paterna: Isabel da Baviera, Eleitora da Saxónia | Bisavô paterno: Alberto III, Duque da Baviera                   |
| João Ernesto, Duque de Saxe-Coburgo | Pai: João, Eleitor da Saxónia   | Avó paterna: Isabel da Baviera, Eleitora da Saxónia | Bisavó paterna: Ana de Brunswick-Grubenhagen-Einbeck            |
| João Ernesto, Duque de Saxe-Coburgo | Mãe: Margarida de Anhalt-Köthen | Avô materno: Valdemar VI, Príncipe de Anhalt-Köthen | Bisavô materno: Jorge I, Príncipe de Anhalt-Dessau              |
| João Ernesto, Duque de Saxe-Coburgo | Mãe: Margarida de Anhalt-Köthen | Avô materno: Valdemar VI, Príncipe de Anhalt-Köthen | Bisavó materna: Sofia de Hohnstein                              |
| João Ernesto, Duque de Saxe-Coburgo | Mãe: Margarida de Anhalt-Köthen | Avó materna: Margarida de Schwarzburg-Blankenburg   | Bisavô materno: Günther XXXVI, Conde de Schwarzburg-Blankenburg |
| João Ernesto, Duque de Saxe-Coburgo | Mãe: Margarida de Anhalt-Köthen | Avó materna: Margarida de Schwarzburg-Blankenburg   | Bisavó materna: Catarina de Querfurt                            |